# Rythme infradien
Un rythme infradien est un rythme biologique se présentant avec une fréquence inférieure au rythme circadien.
En général, les phases ainsi rythmées se représentent avec une durée de quelques jours à plusieurs mois. Les rythmes infradiens sont supérieurs à 28 h, ils sont génétiquement ancrés. Ils concernent les cycles menstruels, les cycles d'hibernation (pour les animaux), les cycles de migration, les rythmes de croissance des champignons. Certains d'entre eux peuvent s'étaler sur une année.

## Rythmes hebdomadaires
Les rythmes hebdomadaires consistent à des rythmes de 7 jours. Le cycle de 7 jours étant une création de l’homme, la plupart des rythmes hebdomadaires ne sont pas “biologiques”. Par exemple, le nombre d’accidents survenant les vendredis et samedis soir sont plus élevés alors que la plupart des gens profitent de leur fin de semaine. On observe également un plus haut taux de suicide les lundis,.

## Rythmes mensuels
Les rythmes mensuels sont des rythmes biologiques avec des périodes d’environ 30 jours. La majorité de ces rythmes sont des rythmes séléniens suivant le mois lunaire, soit la période de révolution de la Lune autour de la Terre, d’environ 29,5 jours. Il existe également des rythmes semi-lunaires qui durent la moitié d’un cycle lunaire avec des périodes d’environ 14,5 jours . Les rythmes mensuels peuvent être induits seulement par des stimuli extérieurs comme les marées ou la lumière de la Lune ou elles peuvent suivre une horloge biologique et être synchronisées par des zeitgebers.

### Animaux marins
Les rythmes mensuels sont souvent utilisés par les animaux marins pour la reproduction. Les phases de Lune agissent généralement à titre de synchronisateur pour la reproduction de nombreuses espèces animales ou comme signal annonçant les marées et la disponibilité de la nourriture.
Le ver palolo (Palola viridis) est une espèce de vers polychète retrouvé dans l’océan Pacifique se reproduisant entre les mois d’octobre et de novembre. Lors de la reproduction, la partie antérieure de ce ver se détache pour couler vers les récifs de corail alors que la partie postérieure appelée épitoke, contient les gonades et flotte vers la surface. Ce processus reproductif se produit lors du troisième quartier de lune qui peut survenir à deux reprises durant les 2 mois de la reproduction.
Diadema setosum est une espèce d’oursin dont le développement des gonades est rythmique et concorde avec le cycle lunaire. Les gonades des D. setosum de la mer Rouge augmentent en volume après les pleines lunes en se remplissant de cellules reproductrices pour ensuite reprendre leur taille lors de la prochaine pleine lune par la libération des spermatozoïdes et des ovules.

### Animaux terrestres
Le clair de Lune permet souvent une meilleure visibilité en pleine nuit ce qui affecte tant les prédateurs que les proies terrestres. Alors que certaines espèces augmentent leur activité lors des nuits de pleines lunes comme les hiboux grands-ducs (Bubo bubo), d’autres diminuent leurs activités nocturnes comme certaines espèces de serpents,,,.

### Humains
Il existe beaucoup de mythes quant à l’effet de la Lune sur l’être humain. Plusieurs études portées sur le sujet n’ont montré aucun lien entre la Lune et des processus biologiques ou comportementaux de l’homme.

#### Cycle ovarien chez la femme
Le cycle ovarien chez la femme désigne l’ensemble des phénomènes qui permettent la maturation des ovules, dans les ovaires, lors d’une durée moyenne de 28 jours. Ce sont diverses hormones qui dirigent ces phénomènes et l’action des hormones peut se diviser en 2 phases.
La phase folliculaire est la première moitié du cycle ovarien (correspondant aux jours 1 à 14). Le follicule ovarien contient un ovocyte et cette phase est nécessaire pour la libération de ce dernier. Au début, le follicule ovarien secrète des œstrogènes sous l’influence de l'hormone folliculo-stimulante (FSH), l'hormone lutéinisante (LH) et des oestrogènes. La concentration faible, mais croissante, des œstrogènes inhibe la sécrétion de FSH qui diminue pendant la dernière partie de la phase folliculaire et supprime incomplètement la sécrétion tonique de LH qui augmente progressivement durant la phase folliculaire. Quand la production d’œstrogènes atteint un seuil maximal, il y a une libération rapide et imortante de LH. Le pic de LH permet l’étape de l’ovulation, soit un développement de l’ovocyte et un affaiblissement du follicule pour mener ainsi à une déchirure du follicule pour libérer l’ovocyte. Ceci entraîne un déclin du follicule et par conséquent, un effondrement de la production d’oestrogènes. Cette phase dure approximativement 14 jours due à la durée nécessaire pour que l’œstrogène atteigne son seuil maximal.
La phase lutéale est la deuxième moitié du cycle ovarien (correspondant aux jours 14 à 28). Elle suit directement le déclin du follicule puisque cette phase démarre lorsque les cellules restantes du follicule se transforment en corps jaune. Le corps jaune sécrète la progestérone et des œstrogènes. La progestérone inhibe fortement la production de FSH et de LH qui diminue progressivement pendant la phase lutéale. En absence de fécondation et d’implantation de l’œuf dans l’utérus, il y a une dégénération du corps jaune en environ deux semaines. Cette dégénération entraîne une grande baisse de la progestérone et des œstrogènes et la baisse de ces deux hormones lève alors l’inhibition de la sécrétion de LH et FSH. La remontée de la LH et FSH stimule le développement de nouveaux follicules et ainsi une nouvelle phase folliculaire, provoquant le redémarrage du cycle ovarien.

### Plantes terrestres
Les fleurs de Cereus repandus, un cactus d’Amérique du Sud, sont caractérisés par des vagues de floraison suivant un rythme lunaire. Cette plante désertique fleurit en été entre les mois de mai et novembre durant les quelques nuits de pleines lunes. Durant les 3 à 4 jours d’une pleine lune, la floraison du cactus suit un rythme circadien en se produisant majoritairement durant la nuit avec un apogée vers minuit. La floraison semble être produite par la lumière des pleines lunes.

## Rythmes annuels

### Rythmes circannuels
Les rythmes circannuels, ou rythmes annuels de type 2, sont des rythmes infradiens se déroulant sur une période annuelle. Ceux-ci font référence aux rythmes qui maintenus sous des conditions constantes de façon endogène, sans référence saisonnière (e.g. température ou photopériode) sur une période de plusieurs années, mais qui peuvent aussi être synchronisés avec les cycles annuels de l’environnement. L’hibernation et la période de reproduction font partie des rythmes circannuels. Les études effectuées sur une période de plus de trois ans, sur le rythme d’hibernation du spermophile à manteau doré (Spermophilus lateralis), ont permis de conclure que l’hibernation est en effet un rythme circannuel. Ce mammifère exprime une phase d’hibernation qui se maintient en absence de variations environnementales qui pourrait suggérer un changement de saison. Le spermophile, comme plusieurs autres animaux, à un cycle endogène qui dicte à l’animal quand entrer en période d’hibernation.

### Rythmes saisonniers
Les rythmes saisonniers, ou rythmes annuels de type 1, sont des rythmes comportementaux ou hormonaux, qui varient au cours d’une année, et qui sont entraînés par les changements de températures et de photopériode observés cycliquement au cours de l’année. Comme les conditions environnementales changent au fil du temps et de façon prévisible au cours d’une année, les organismes ont développé plusieurs adaptations leur permettant d’adapter leur morphologie en fonctions des conditions du milieu. Par exemple, la diminution de la période d’ensoleillement peut enclencher le développement d’une fourrure plus épaisse chez certains mammifères afin de se protéger du froid hivernal,. Le lien entre l’environnement et la réponse, souvent hormonale, se fait par l’entremise de la mélatonine,,.
Certaines réactions comportementales par rapport au changement de saisons (i.e. au changement de photopériode) peuvent être observées. Chez certains animaux photopériodiques, incluant les humains, les journées courtes concordant avec la période hivernale peuvent causer un plus haut taux de dépression dans la population, surtout chez des individus souffrant préalablement de symptôme dépressif,. Les symptômes de dépression, comprenant le manque d’intérêt, la léthargie, la perte d’intérêt face aux interactions sociales, le sentiment de peur, et l’appétit réduit, sont tous des adaptations qui pourraient servir à conserver de l’énergie durant l’hiver. On observe aussi, chez, par exemple, les cerfs et les hamsters, une augmentation de comportements agressifs entre les mâles lorsque les journées diminuent,. La compétition intraspécifique résultante concorde avec la période d’accouplement de ces espèces, et un mâle dominant aura plus de chance d’avoir des descendants.

### Rythmes saisonniers chez les oiseaux
Les cycles saisonniers de la nature amènent des changements dans l’environnement parfois drastique. Certains moments de l’année sont donc plus favorables à l’alimentation, la reproduction ou l’élevage des petits pour les animaux. Ceux-ci doivent donc pouvoir s’adapter et se préparer à ces changements. La plupart des oiseaux ont un rythme saisonnier selon lequel la reproduction, la migration, la mue et l’alimentation se produisent à des périodes précises de l’année. Les oiseaux ont une horloge interne annuelle qui leur permet de contrôler et de se préparer physiologiquement à ces activités.

#### Fonctionnement de base de l’horloge des oiseaux
L’horloge interne des oiseaux fonctionne de manière cyclique, même dans des conditions (photopériode et température) constantes de laboratoire, ce qui indique la présence d’une rythmicité endogène. Cependant, dans la nature l’horloge est aussi influencée par des facteurs externes changeants qui influencent sa régulation. La durée lumineuse (photopériode) est le principal facteur, ou du moins le plus étudié, influençant l’horloge biologique des oiseaux. L’information lumineuse est un signal entrant qui est traité par les horloges principales, ayant des effets comportementaux, neuronaux, physiologiques et hormonaux. Les horloges principales sont indépendantes et se trouve dans la rétine, l’hypothalamus et la glande pinéale. Chaque horloge principale est capable de recevoir, traiter l’information et produire une réponse. La réponse principale de la glande pinéale est la sécrétion de mélatonine. La glande pinéale peut contrôler à la fois la durée et l’amplitude de sécrétion de mélatonine, procurant l’information journalière et annuelle aux horloges périphériques. Dépendamment des espèces d’oiseaux, les horloges principales sont liées différemment entre elles et forment des systèmes d'horloges centralisées (CCS),. La mélatonine semble servir d’intermédiaire entre les horloges principales, servant à la fois de signal et de réponse aux stimuli. Les autres tissus possédant des horloges secondaires se synchronisent ainsi avec l’environnement par l’influx hormonal ou nerveux des principales. Les gènes de l’horloge responsables de la rythmicité d’un point de vue moléculaire dans le comportement et la physiologie des oiseaux sont Clock, Per2, Per3, Bmal1, Cry1, Cry2, et E4bp4.

#### Migration et navigation
Chez les oiseaux migrateurs, l’initiation de la migration est régulée par un cycle saisonnier. La période migratoire automnale et printanière arrive au même moment de l’année chez les oiseaux diurnes et nocturnes. Le comportement migratoire (Zugunrhue), caractérisé par une forte agitation nocturne, apparaît ainsi tous les six mois. On reconnaît notamment ce comportement nocturne par un battement d’ailes bruyant. Chez les oiseaux en captivité, cette période coïncide effectivement avec la période migratoire. Pendant le Zugunrhue, à l’automne comme au printemps, une diminution de la quantité de mélatonine dans le sang est observée durant la période de noirceur. Cette hormone est associée au cycle lumière-noirceur et la photopériode selon un cycle circadien chez la plupart des vertébrés. Si de la mélatonine est administrée à des oiseaux en laboratoire durant la période de migration d’automne, Zugunrhue est atténué ou supprimé totalement. La quantité de nourriture disponible peut aussi être un facteur limitant pour le comportement migratoire. Une amplification de Zugunrhue est remarquée lorsque la nourriture est abondante. Le comportement migratoire serait en effet associé avec une horloge interne qui est seulement exprimée lorsque son oscillation est en phase avec celle de l’horloge circadienne.
L’orientation lors de la migration se fait probablement grâce à un effet combiné de plusieurs horloges. D’une part, les oiseaux semblent s'orienter selon une horloge interne qui utilise la position du soleil comme boussole. D’autre part, le rôle possible des cryptochromes dans la navigation de la migration a été étudié à cause de leur sensibilité aux champs magnétiques terrestres.

#### Période de reproduction
Les cycles de reproduction des oiseaux sont sujets à des mécanismes de contrôle ultimes et proches. Le facteur ultime le plus important est la présence de nourriture, car il assure la survie des petits. Par contre, ce type de facteur ne régule pas précisément la période de reproduction chaque année. Le cycle annuel de reproduction commence bien avant la ponte d’œufs. Ce sont les facteurs proches qui régulent la progression du cycle de reproduction. Le facteur proche le plus important est la longueur du jour.
Le phénomène de changement de la longueur des journées qui affecte la physiologie s’appelle le photopériodisme. Le photopériodisme déclenche des réponses du système endocrinien et nerveux qui régulent le cycle de reproduction. La réponse photopériodique la plus évidente est la photostimulation. Celle-ci provoque la stimulation de sécrétion d’hormones gonadotropes et la croissance des gonades, qui est essentielle pour l’accouplement quand la longueur des journées augmente.
Habituellement, la ponte des œufs chez les oiseaux a lieu au printemps, car le temps d’exposition à la lumière augmente après le solstice d’hiver. Par contre, la ponte a lieu environ un mois avant le solstice d’été, car les très longues journées causent un arrêt de la reproduction. Ce phénomène ayant lieu vers la mi-été, appelé la photoréfraction, amène des changements physiologiques chez les oiseaux responsables de la terminaison de la reproduction. Durant cette période, l’accouplement ne peut pas être déclenché et les oiseaux doivent attendre la venue des courtes journées pour redevenir sensibles à la photostimulation. Les oiseaux deviennent donc photosensibles à l’automne, mais peuvent seulement être photostimulés au printemps.
La longueur des journées est le facteur proche le plus important pour les oiseaux dans les zones tempérées et boréales, mais ce facteur n’est pas aussi important pour les oiseaux dans les zones tropicales. Proche de l’équateur, l’exposition à la lumière varie peu selon les saisons. Le facteur qui influence le plus la période de reproduction dans ces zones est donc la quantité de pluie.

#### Production des chants
Chez les passériformes, le comportement du chant est un aspect important de la reproduction, servant à la défense territoriale et la séduction de femelles. Comme les autres comportements reproductifs, le chant est donc saisonnier. Le chant est normalement produit au début de la période de reproduction des espèces, quand les oiseaux établissent leur territoire et tentent d’attirer l’attention d’un partenaire.
Le système contrôlant le chant chez les oiseaux passériformes consiste en un réseau complexe de noyaux du cerveau servant à l’apprentissage et la production d’une variété de sons. Il permet la reconnaissance des oiseaux de la même espèce, ainsi que d’autres espèces pouvant être des compétiteurs, des proies ou des prédateurs par exemple.
La région du cerveau qui contrôle la production du chant chez les oiseaux est soumise à des variations de taille au cours des saisons. Le volume des noyaux responsables de l’apprentissage et de la production de chants chez les passériformes change proportionnellement au comportement de chant. Les oiseaux en conditions printanières ou de reproduction possèdent un système plus développé et chantent beaucoup, alors que ceux en fin d’été qui ne sont pas en période de reproduction ont un système réduit et ne produisent peu de chants.
Les mécanismes associés aux changements morphologiques du centre de contrôle du chant sont à la fois dépendants des stéroïdes sécrétés par les gonades et de la photopériode. En effet, les androgènes et œstrogènes des gonades ont un effet direct sur le système de contrôle du chant. Par exemple, la testostérone stimule la création de nouvelles dendrites et synapses, et l’estradiol stimule l’incorporation de nouveaux neurones dans le système de contrôle du chant, ce qui augmente son volume.
L’information photopériodique captée par la rétine ou la glande pinéale induit la sécrétion de mélatonine et la production d’influx nerveux. Cette hormone agit directement sur le système de contrôle du chant en induisant un phénomène d’«entrainment» qui régule les périodes de chant. D’un point de vue moléculaire, ce rythme est causé par une expression périodique des gènes de l'horloge, stimulé par l’assimilation de l’information photique.
L’horloge des oiseaux peut aussi être influencée par la perception de stimuli auditifs comme le chant d’autres oiseaux, en plus de l’information de la photopériode et du contrôle hormonal par les gonades.